# Võnnu

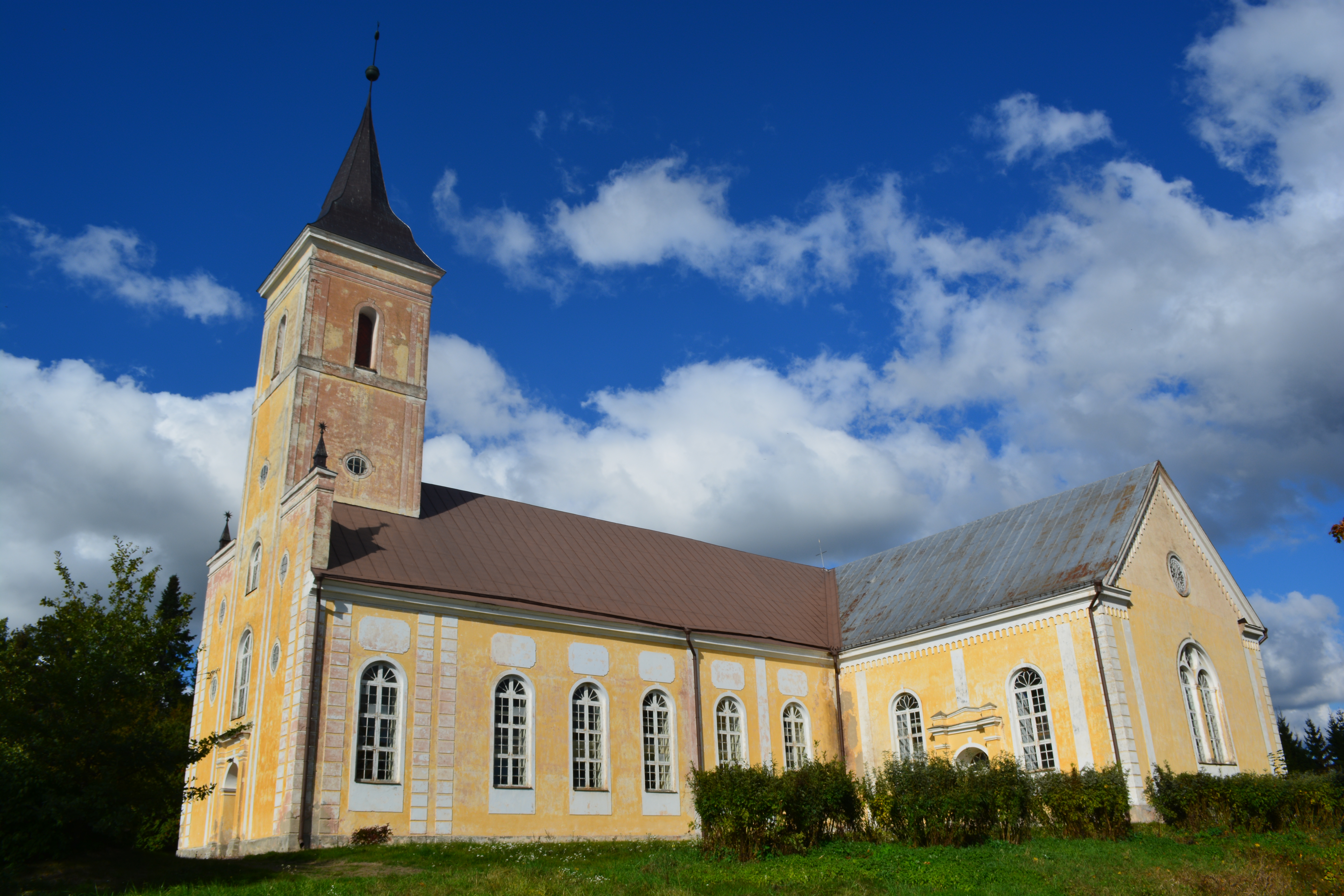
Jakobikirche

Võnnu (deutsch Wenden) ist eine ehemalige Landgemeinde im Osten des estnischen Landkreises Tartu mit einer Fläche von 229 km². Sie hatte 1218 Einwohner (1. Januar 2006). Seit 2017 gehört sie zur Landgemeinde Kastre.
Võnnu liegt 26 km von Tartu entfernt. Der Ort wurde erstmals 1341 urkundlich erwähnt. Neben dem Hauptort Võnnu (624 Einwohner) gehörten zur Landgemeinde die Dörfer Agali, Ahunapalu, Hammaste, Imste, Issaku, Kannu, Kurista, Kõnnu, Liispõllu, Lääniste, Rookse und Terikeste.
Die Jakobikirche in Võnnu wurde in den Jahren 1232–1236 errichtet, später mehrmals umgebaut und deutlich vergrößert.
Võnnu ist Ausgangspunkt zahlreicher Wanderwege durch die vom Emajõgi geprägte Fluss-, Wald- und Moorlandschaft.

## Persönlichkeiten
- Carl Körber (1802–1883), Geistlicher und Schriftsteller
- Bernhard Körber (1837–1915), deutschbaltischer Mediziner